# Assedio di Pensacola (1707)
L'Assedio di Pensacola furono due tentativi separati nel 1707 da parte degli inglesi e del popolo Creek loro alleato di catturare la città e la fortezza di Pensacola, uno dei due principali insediamenti spagnoli (l'altro era St. Augustine) nella Florida spagnola. Gli attacchi, parte della Guerra della Regina Anna (nome con cui è conosciuta in Nord America la Guerra di successione spagnola) portarono all'incendio del villaggio, fatto che portò molti indiani ad abbandonare l'insediamento anche se il forte resistette ai ripetuti attacchi.
Il primo assedio, nell'agosto del 1707, portò alla distruzione del villaggio, ma il Forte San Carlos de Austria successivamente resistette ancora. Alla fine di novembre di quello stesso anno venne portata avanti una nuova spedizione che riuscì a portare a compimento tre attacchi di scarso successo prima di ritirarsi. Il governatore di Pensacola, don Sebastián de Moscoso, la cui guarnigione era decimata dalle malattie, arrivò a coscrivere dei criminali per difendere il forte.

## Antefatto
Gli sforzi di colonizzazione inglesi e spagnoli nel sudest del Nord America iniziarono ad entrare in conflitto a metà del XVII secolo. La popolazione spagnola della Florida all'epoca era molto ridotta. Sin dalla sua fondazione nel XVI secolo, gli spagnoli avevano infatti creato una rete di missioni il cui proposito primario era di pacificare le locali popolazione indiane e convertirle al cattolicesimo. La fondazione nel 1670 da parte degli inglesi di Charles Town (attuale Charleston (Carolina del Sud)) nella recentemente istituita (1663) Provincia della Carolina alzò le tensioni nuovamente. Dall'inizio del XVIII secolo i commercianti della Carolina come Anthony Dodsworth e Thomas Nairne avevano iniziato a stabilire delle alleanze con gli indiani Creek nel golfo del Messico, supportandoli con armi in cambio di schiavi e pelli animali. Questi commercianti penetrarono nella Florida spagnola, portando a razzie e rappresaglie su entrambi i fronti.
Nel 1700, il governatore della Carolina, Joseph Blake, minacciò gli spagnoli di reclamare delle pretese su Pensacola, insediamento fondato dagli spagnoli nel 1698. Pierre Le Moyne d'Iberville, il fondatore francese di Mobile, nel gennaio del 1702 avvisò il comandante spagnolo a Pensacola che avrebbe armato gli indiani Apalachee ed avrebbe ingaggiato una vigorosa difesa contro le incursioni inglesi nel territorio spagnolo. D'Iberville offrì pesino equipaggiamento e rifornimenti per tale proposito. Ad ogni modo, un tentativo di organizzare una spedizione punitiva contro i Creek finì in un disastro per gli spagnoli ed i loro alleati Apalachee nell'ottobre del 1702, poco dopo che la notizia dell'entrata dell'Inghilterra in guerra nella Guerra di successione spagnola giunse nel nuovo mondo. Dopo un fallito tentativo di assalto inglese a St. Augustine, i villaggi missionari spagnoli vennero pesantemente ridotti da numerosi raids guidati dagli indiani della Carolina contro la rete di missioni spagnole tra il 1703 ed il 1706. Una spedizione organizzata dai francesi nel 1706 contro Charles Town fu un fallimento ma venne motivata dalle autorità della Carolina come avente per obbiettivo ancora una volta Pensacola e Mobile. Nairne propose una più grande spedizione dopo l'attacco a Charles Town, intendendo utilizzare 1500 indiani per catturare Mobile, ma le divisioni politiche in Carolina evitarono l'esecuzione di questo piano.
In 1707, Pensacola was under the command of Don Sebastián de Moscoso.  The exact size of his garrison in 1707 is not known.  The authorized strength of the garrison was 220, but it rarely reached that strength owing to the difficulty in recruiting soldiers for what was viewed as a highly undesirable posting and a fairly high rate of desertion.  Moscoso reported in 1708 that the garrison numbered about 100, having been reduced by the events of 1707.  The garrison was housed in Fort San Carlos de Austria, a wooden stockade fort built in 1698.

## Il primo assedio

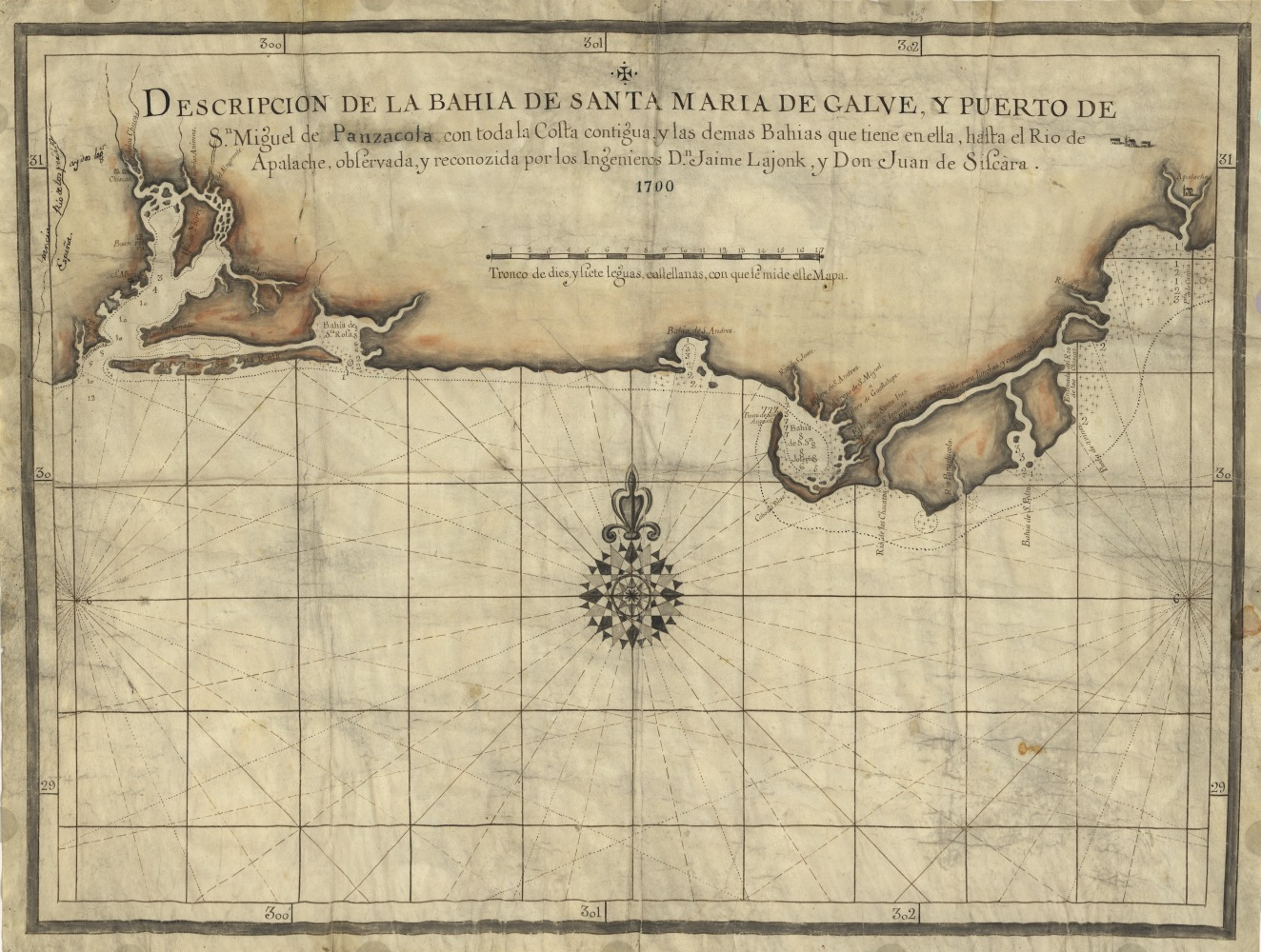
Mappa spagnola del Golfo di Florida, 1700

I registri oggi presenti non descrivono la composizione delle forze che attaccarono Pensacola nell'agosto del 1707 se non come "molte centinaia di Tallapoosas e un gruppo di commercianti della South Carolina". L'assedio iniziò il 12 agosto con l'arrivo di una banda di 20-30 indiani che iniziarono a terrorizzare quelli che vivevano fuori dal forte. Questo gruppo prese dei prigionieri (incluse alcune donne e bambini) ed iniziarono ad incendiare le case. Il governatore Moscoso fece sparare uno dei cannoni del forte, spaventando gli attaccanti; molti dei prigionieri riuscirono a sfuggire dal forte nella confusione. Due giorni dopo, altri dieci uomini inviati fuori dal forte per lavare dei panni scomparvero. Al 14 agosto si stima che fossero 300 gli indiani che apparvero nei pressi del forte ed iniziarono una battaglia che perdurò per diverse ore. Il giorno successivo l'attacco riprese così come la razzia al villaggio. L'attività si acquietò solo il 18 quando la bandiera inglese venne issata su una casa nei pressi del forte. Questo fatto spinse Moscoso ad aprire il fuoco dal forte, dando inizio ad una battaglia che perdurò sino a sera. Quel giorno, gli attaccanti incendiarono il resto del villaggio e gli uomini di Moscoso dovettero lavorare alacremente per impedire che anche il forte venisse distrutto.
Questo segnò la fine dell'assalto attivo al forte. Ad ogni modo, l'area nel raggio dei cannoni del forte non rimase sicura sino al mese successivo; un gran numero di persone scomparvero quando si avventurarono troppo oltre i suoi confini.

## Il secondo assedio
Il secondo assedio iniziò con l'arrivo il 27 novembre di un contingente di circa 20 mercanti della Carolina e 300 Creek, principalmente Tallapoosas e Alabama.
In quello stesso giorno un inglese (non identificato dai rapporti spagnoli, ma probabilmente Thomas Nairne) portò la richiesta della resa scritta in inglese. Dal momento che nessuno spagnolo dei presenti conosceva quella lingua, questi venne mandato via, e la richiesta venne trasmessa oralmente da un ugonotto francese. Moscoso a questo punto rifiutò la richiesta, anche se era conscio del fatto che la sua guarnigione era stata decimata dalla malattia. Gli assedianti iniziarono un attacco al forte attorno a mezzanotte che perdurò sino all'alba, momento in cui chiesero alla fine la resa. Moscoso si rifiutò nuovamente. Intenzionato a ottenere rinforzi per le sue truppe, egli reclutò forzosamente dei prigionieri che erano trattenuti nella guardiola del forte per partecipare alla difesa, offrendo loro la libertà e dei soldi in cambio del loro servizio. Durate ciascuna delle due notti successive gli assedianti rinnovarono i loro attacchi al forte, ma senza effetti particolari. Durante la notte tra il 29 ed il 30 novembre, uno dei capi dei Creek rimase ucciso e questo peggiorò di molto il morale degli assedianti, e l'assedio venne lasciato la mattina successiva. Gli attaccanti ebbero inoltre perdite significative.
La notizia dell'attacco raggiunse Mobile il 24 novembre. Il governatore Jean-Baptiste Le Moyne de Bienville creò una forza di 100 soldati francesi e 400 indiani. Questi raggiunsero Pensacola l'8 dicembre solo per venire a conoscenza del fatto che l'assedio era stato tolto una settimana prima.

## Conseguenze

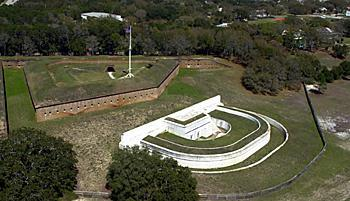
Veduta aerea di Fort Barrancas

Questi attacchi furono gli assalti principali a Pensacola nel corso della guerra, anche se schermaglie minori e rapimenti continuarono. Gran parte degli indiani che fuggirono durante l'assedio non fecero mai ritorno, riducendo Pensacola a una piccola guarnigione. Il governatore Bienville seppe da uno spagnolo che i fuggitivi erano entrati nelle file degli inglesi e che Mobile sarebbe stata obbiettivo di un futuro attacco. Pur migliorando le difese di Mobile nel 1708, l'avamposto non venne mai attaccato, anche se gli indiani abitanti in loco vennero attaccati nel maggio del 1709.
Una forza di soldati francesi da Mobile catturarono Pensacola dagli spagnoli nel 1719, durante la Guerra della Quadruplice Alleanza, ma questa tornò alla Spagna dopo la guerra. Il luogo di Forte San Carlos de Austria è oggi occupato da Fort Barrancas, sito storico nazionale la cui costruzione iniziò alla fine del XVIII secolo.